# Carlos Zambrano
Carlos Alberto Zambrano (Puerto Cabello, Carabobo, Venezuela, 1 de junio de 1981), popularmente conocido como Big Z o El Toro, es un ex-lanzador abridor derecho en las Grandes Ligas de Béisbol que ha jugado para los Chicago Cubs entre 2001 y 2012.  A partir de la temporada 2012 empezó a jugar con los Miami Marlins.
Zambrano posee una imponente e impresionante figura con 1,98 m y 116 kg . Firmó por los Cubs como agente libre en 1997 e hizo su debut en la Gran Carpa en 2001. Después de haber actuado en ambas funciones como abridor y relevista, "el toro" disfrutó de su primera temporada completa como abridor en el año 2003, finalizando con un registro de 13-11 (ganados y perdidos), 168 ponchados y una efectividad (ERA) de 3.11. 
Ampliamente referido como uno de los mejores bateadores entre los lanzadores activos en el juego, Zambrano, un bateador ambidextro, tiene un promedio de bateo en su carrera de .238, con 24 home runs, 71 carreras impulsadas (RBIs) y un porcentaje de slugging de .394. Sus 23 home runs con los Chicago Cubs son la mayor cantidad conectada por lanzador alguno en la historia. Carlos, así mismo, empató a Ferguson Jenkins (otro gran lanzador ya retirado) en el récord del club de home runs por un pitcher en una sola temporada, conectando 6 en 2006. Debido a su efectivo desempeño al plato, ha sido llamado para ser bateador emergente 19 veces a lo largo de su carrera y ha ganado el Premio "Silver Slugger Award" en tres ocasiones por su sólida capacidad ofensiva.
Zambrano es uno de solo dos pitchers en la Liga Nacional en ganar al menos 13 juegos anualmente entre los años 2003 y 2007; el otro en hacerlo fue su antiguo compañero de equipo y ex-Chicago Cubs Greg Maddux. En 2006, vino a ser el primer jugador (lanzador) venezolano en liderar la Liga Nacional en juegos ganados.
En 2014 se retiró del béisbol.

## Estilo de pitcheo
Zambrano se destaca por su personalidad sobre el montículo. Permite en ocasiones aflorar sus emociones evidenciando, cuando está feliz con su desempeño (o del Umpire) y cuando no. Acerca de él, Lou Piniella (su mánager en los Chicago Cubs indicó: 

"Es muy fuerte mentalmente, pelea con él mismo y necesita aprovechar eso. Uno busca competidores en la lomita y Carlos es, sin duda alguna, un guerrero".

Sus lanzamientos igualan esta naturaleza emotiva y variable, ya que cada pitcheo de su repertorio tiene gran movimiento. Su estilo de soltar los envíos se caracteriza por ser del tipo de "tres cuartos" y "bajo tres cuartos de brazo" (esto significa el ángulo en que se suelta la bola respecto al hombro del pitcher). Su principal lanzamiento es una recta "pesada" de dos costuras (two seamer fastball) que ha sido medida entre las 90 a 94 mph y una recta de cuatro costuras (four-seamer fastball) que puede alcanzar las 99 mph, pero usualmente se ubica entre las 96 a 97 mph, según comentaristas del béisbol. Así mismo, tiene una pesada sinker (lanzamiento parecido a la recta y que se hunde) que él lanza con un agarre cerrado (tiene un pequeño hundimiento) y otro más abierto de los dedos (parecida a una splitt-finger), un pitcheo que normalmente los bateadores golpean hacia la tierra (el infield) en forma de roletazos, una ventaja considerando la hierba alta y espesa del Wrigley Field.
"El toro" todo el tiempo se asegura de mezclar estratégicamente sus sliders de violentos quiebros (rompimiento) y rectas de dedos separados (otros de sus lanzamientos con tendencia a hundirse) para evitar que los bateadores hagan ajustes o se "sienten" a esperar su recta. Además, Carlos ha desarrollado a su vez un cambio de velocidad que lanza mayormente a los bateadores zurdos. Su principal debilidad es por momentos una cierta falta de control (ubicación de los pitcheos), que lo afecta llevándolo a la tendencia de conceder bases por bolas (boletos o BB). Sin embargo, Zambrano parece ser menos afectado por dichos boletos que otros pitchers, debido a que los bateadores conectan más batazos por la tierra (roletazos), que batazos por el aire (elevados o fly balls) contra él. Esto puede ser atribuible mayormente al fuerte movimiento de hundimiento de su recta y otros lanzamientos. 
En varias ocasiones ha alcanzado en las pistolas de radar los triples dígitos en sus lanzamientos con velocidades medidas en las 100 y 101 mph.

## Carrera profesional

### Temporada 2001-02

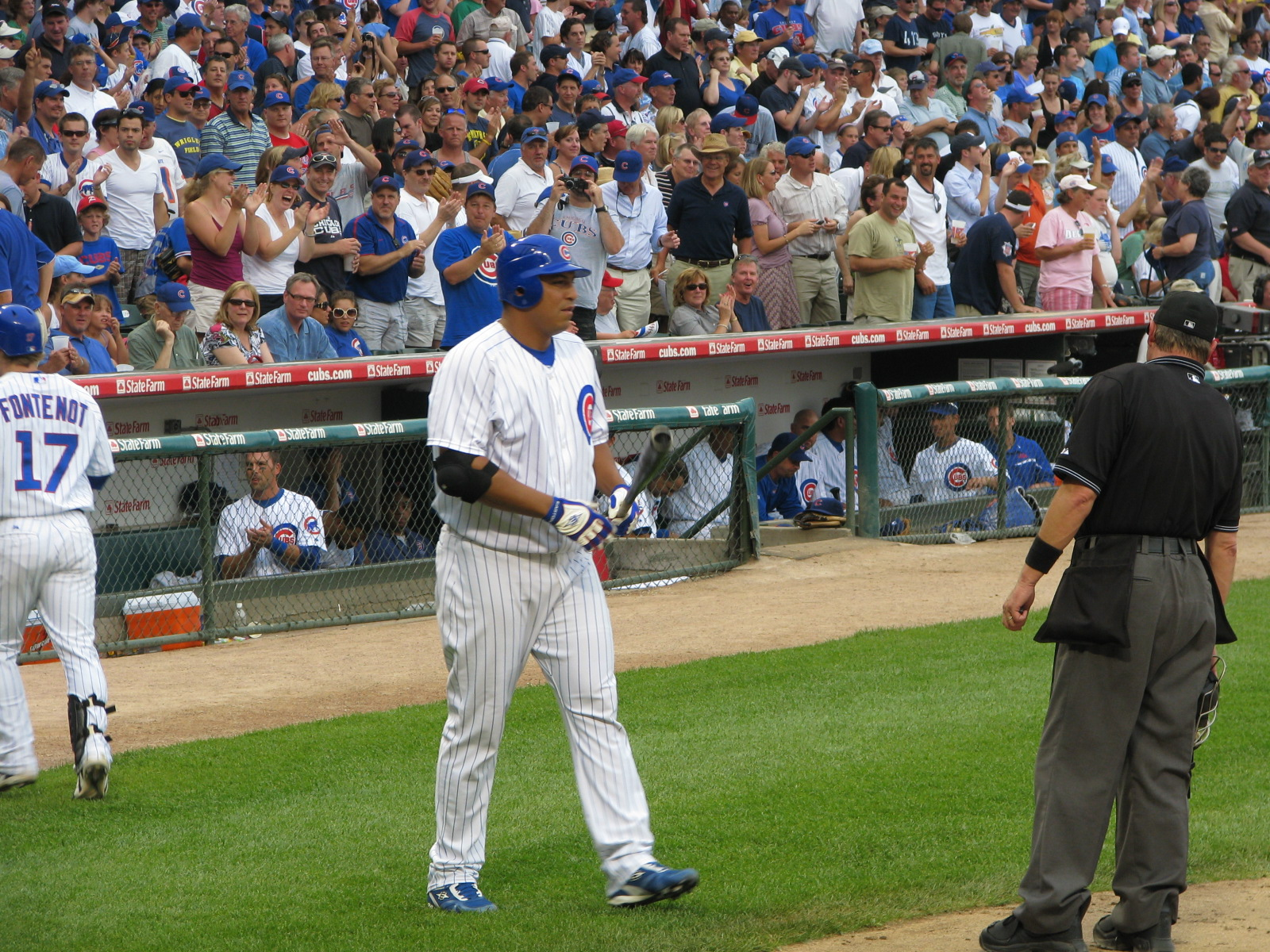
"Big Z" saliendo de bateador emergente. 10 de julio de 2008.

Zambrano fue llamado por los Cubs y lanzó en su primer juego el 20 de agosto de 2001, iniciando contra los Milwaukee Brewers en Wrigley Field en el segundo juego de una doble tanda. Zambrano comenzó el juego muy bien, retirando a nueve de los primeros diez bateadores enfrentados. Sin embargo, entró en dificultades durante el cuarto inning, y fue retirado antes de lograr out alguno en el quinto. Le fueron acreditadas siete carreras limpias, caminando cuatro rivales, y lanzando solamente 74 lanzamientos.
Un mes más tarde, el 20 de septiembre, Carlos ganó su primera victoria de grandes ligas finalizando el quinto inning contra los Houston Astros. "El toro" lanzó solamente dos tercios de inning en relevo de (Juan Cruz), y tenía solamente 20 años. Zambrano no tuvo ninguna apertura adicional en la temporada, y los Cubs terminaron en el tercer lugar con un registro de 88-74.
Zambrano comenzó la temporada del 2002 con los Iowa Cubs (AAA), pero fue rápidamente llamado a las Grandes Ligas, donde fue enviado al bullpen y lanzó en dieciséis juegos durante los tres primeros meses de la temporada. El primero de julio del 2002, Carlos inició contra los Marlins de Florida, solucionando un puesto problemático en la rotación (por el lesionado Jason Bere). "El Toro" Zambrano registró dieciséis aperturas para los Cubs, consiguiendo cuatro ganados y ocho perdidos. Por momentos, él mostró destellos de su inmenso potencial, destacando entre estos "los ocho innings en blanco contra los Milwaukee Brewers el día 4 de septiembre". Carlos realmente luchó de manera fuerte con el control de sus lanzamientos, registrando 63 boletos en justamente 
un poco más de cien innings de trabajo. Lamentablemente los Cubs registraron un decepcionante récord de 67-95 para esta temporada terminando en el quinto lugar de su división.

### Temporada 2003
Zambrano mantuvo su posición en los Cubs en la rotación abridora en el 2003, abrió 32 juegos con una efectividad de 3.11 (ERA) y 13 triunfos en la cuarta posición en la rotación, detrás de Mark Prior, Kerry Wood, y Matt Clement. Los Cubs ganaron la División Central de Liga Nacional, y estuvieron a tan solo un triunfo de ir a la Serie Mundial antes de ser derrotado por los Florida Marlins. El año siguiente, Carlos mejoró sus estadísticas bajando su efectividad (ERA) a 2.75 y aumentando su total de abanicados (strikeout) a 188. Su registro fue el mejor de la rotación ese año, compilando una marca de 16-8 (ganados y perdidos).

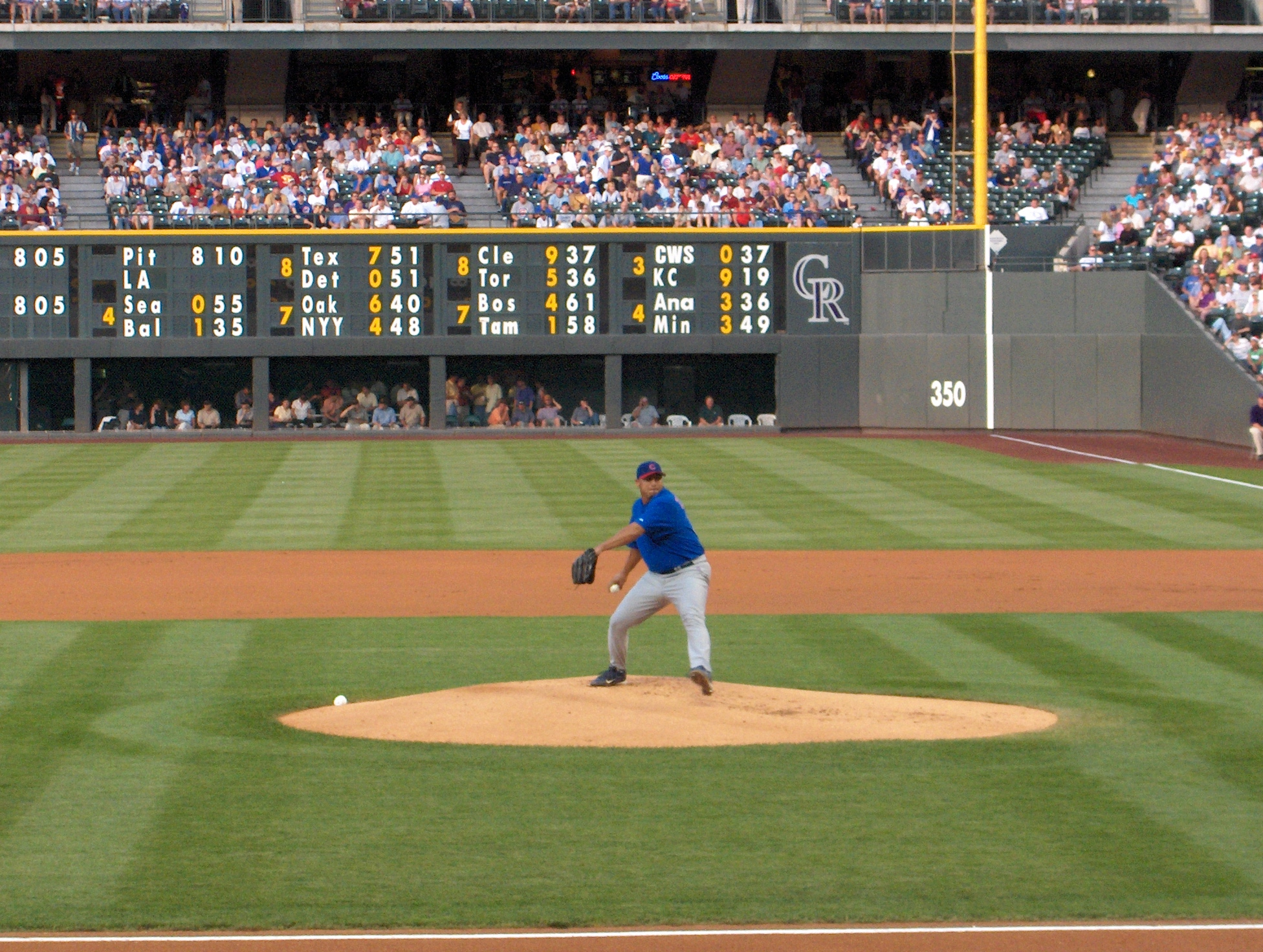
Carlos Zambrano en Denver's Coors Field, 4 de agosto de 2004.

El 22 de agosto de 2003, Zambrano comenzó contra el abridor Curt Schilling y los Arizona Diamondbacks. Mientras Curt, lanzó un sólido juego y registró 14 ponchados (strikeouts), fue Zambrano quien recibió la mayor atención, al mantener un Juego sin hits hasta el octavo inning. "El Toro" eliminó a los primeros dos bateadores del inning antes de que Shea Hillenbrand rompiera el juego sin hits, con un sencillo al cuadro (infield) por la línea de la tercera base. La jugada parecía muy cerrada al principio, la repetición de la TV indicó que la decisión tal vez había sido un error del umpire de Primera Bill Miller. Zambrano retiró a continuación a los siguientes tres bateadores (que habrían sido los tres outs finales) antes de llegar a permitir dos o más hits en el juego. El anterior juegos sin hits por los Cubs había sido lanzado en el año 1972 por Milt Pappas.
Zambrano tuvo su primera apertura de postemporada el 1 de octubre en Atlanta contra los Atlanta Braves en el juego número dos de la serie de división de la Liga Nacional (NLDS). “El Toro” lanzó 5 2/3 de innings, cediendo once hits y tres carreras. El último sencillo (permitido por Carlos) fue conectado por Rafael Furcal golpeando la pierna de Zambrano, y este fue removido del juego por precaución. Los Cubs volvieron para empatar el juego en el octavo inning, con Zambrano quedando sin decisión. Los Cubs ganaron la serie 3-2, sin ver Carlos ninguna acción adicional (sin volver a lanzar).
Zambrano fue el abridor durante el primer juego de la Serie de Campeonato de la Liga Nacional o (NLCS) en el Wrigley Field el 7 de octubre. En dicho juego, mientras los Cubs le proporcionaban una ventaja ofensiva de 4-0 en el primer inning, él (Zambrano) era incapaz de sostenerla, permitiendo cinco carreras limpias en seis innings de labor, incluyendo tres home runs en la apertura del tercero. Sin embargo los Cubs regresaron, con un dramático home run de dos carreras del right fielder Sammy Sosa en el cierre del noveno para empatar las acciones. Sin embargo, fueron los Marlins en última instancia, quienes ganaron el encuentro en extra-innings con pizarra de 9 carreras a 8.
“El Toro” tuvo su tercera oportunidad para una victoria de postemporada como el abridor en el quinto juego en Miami. Otra vez, Zambrano no era efectivo, otorgando cuatro boletos, cinco sencillos, y dos carreras limpias, en cinco entradas, junto con la derrota. Josh Beckett por los Florida Marlins tuvo una magnífica exhibición, lanzando un juego de dos hits enviando la serie de regreso a Chicago.

### Temporada 2004

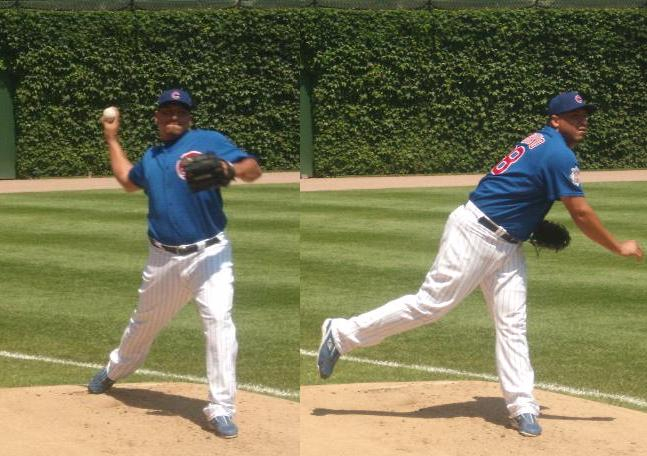
Carlos Alberto Zambrano (un calentamiento típico de "Big Z").

El 7 de mayo, Zambrano tuvo otra fantástica apertura, lanzando un Juego de Dos Hits contra los Colorado Rockies. Carlos retiró, a los primeros 14 bateadores a los que él se enfrentó, hasta permitir un sencillo a Matt Holliday. Sólo fueron requeridos 97 lanzamientos durante la tarde para la victoria, con Colorado logrando conectar solamente cuatro de ellos (de los lanzamientos) fuera del cuadro (infield) durante un día ventoso y frío en Wrigley."El Toro" continuó su esplendor en la siguiente salida contra los Dodgers, encadenando juntas ocho entradas adicionales sin otorgar una carrera limpia.
A través de sus catorce primeras aperturas de la temporada, Zambrano había fijado un registro de 8-2 (ganados y perdidos), realizando “inicios de calidad” en doce de los juegos. Su temprano gran rendimiento en la temporada también le ganó su primer viaje al Juego de las Estrellas, donde él lanzó un inning en funciones de relevo.
Algunas de sus más memorables salidas han sido contra el rival Cardenales de San Luis. La primera fue el 2 de mayo donde él y Matt Morris lanzaron innings en blanco, y Zambrano registró 12 ponchados (strikeouts) antes de ser remplazado en el 8o turno por un bateador emergente.
La siguiente fue el 19 de julio, donde él y Jim Edmonds, construyeron una fuerte rivalidad entre los dos equipos del Medio Oeste. En el primer inning, Edmonds fue golpeado por un pitcheo para llenar las bases. En la cuarta entrada, Edmonds conectó un home run, y miro la pelota irse sobre la cerca desde el plato (home plate). Un agitado Zambrano gritó a Edmonds mientras él cruzaba el plato, pero la noche estaba lejos de terminarse. En el siguiente turno al bate en el sexto inning, Carlos ponchó a Edmonds con tres pitcheos, y meneó su dedo hacia Edmonds en su camino al dogout. En la octava entrada con la pizarra empatada, Scott Rolen conectó un home run de dos carreras, para romper el empate 3-3 que prevalecia hasta el momento. Edmonds fue el siguiente bateador, a quien “El Toro” inmediatamente golpeó con un lanzamiento y fue expulsado del juego. Zambrano indicó que no era intencional, pero Rolen y el mánager Tony La Russa no estuvieron de acuerdo.
Zambrano fue galardonado como Pitcher del Mes de la Liga Nacional (NL Pitcher of the Month) para septiembre. En sus cinco aperturas durante el mes, Zambrano tuvo un registro de 4-0, sobre 35 2/3 de innings, permitiendo sólo cuatro carreras limpias. Sin embargo esta actuación no fue suficiente para los Cubs, los cuales terminaron con una seguidilla de derrotas al final de la temporada, y perdieron la oportunidad de participar en los Playoffs.
En el año 2004, Zambrano liderizó a su equipo en Efectividad (ERA) con 2.75, cuarto en la Liga Nacional), ganó 16 juegos (empatado con su compañero de equipo Greg Maddux), propinó 188 ponchetes (strikeouts), y liderizó la Liga Nacional en Bateadores Golpeados (20). Él también fue seleccionado como un jugador del Juego de las Estrellas por primera vez en su carrera.

### Temporada 2005

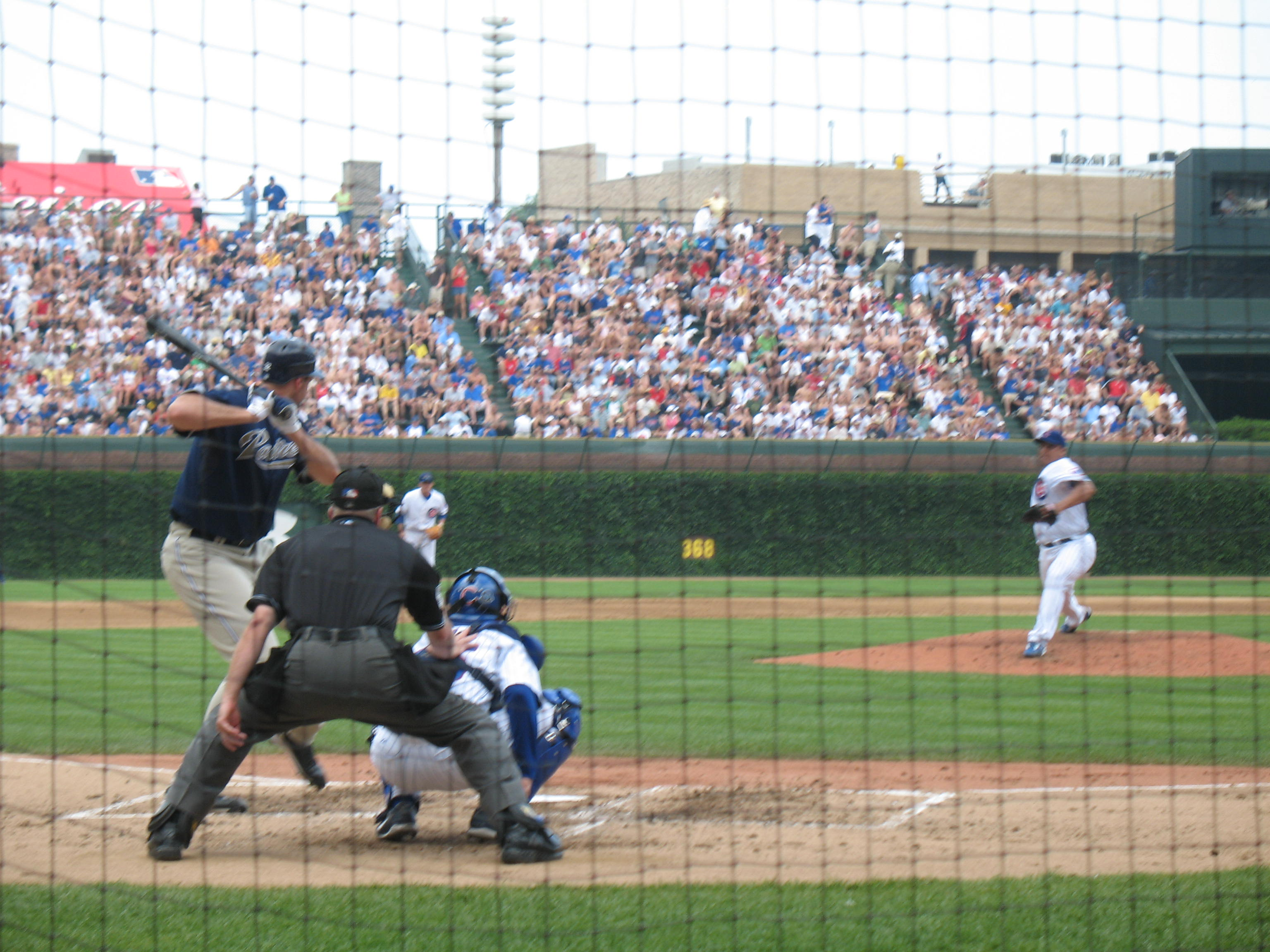
Zambrano lanzando al pitcher Chris Young de los Padres de San Diego.

Con lesiones en sus abridores principales, y el gran mejoramiento del juego de Zambrano, "El Toro" comenzó la nueva temporada como el lanzador abridor del día de apertura para los Cubs. Zambrano era cauteloso acerca de la oportunidad, pero fue menos cauteloso discutiendo el conteo de bolas y strikes con el umpire del plato Dale Scott, quien lo expulsó del juego, después de Carlos ser sustituido por el mánager de los Cubs. Dos aperturas más tarde, Zambrano, había permitido tan solo un hit en el octavo episodio, después de realizar un total al momento de 111 lanzamientos. Él tenía calambres al principio del juego, que preocuparon a algunos fanáticos, interesados en la situación de los abridores (lesionados) del equipo.
Zambrano tenía una extraña lesión que emergió temprano en la temporada, la cual fue primero diagnosticada como "codo de tenista" Pero más tarde fue relacionada con su empleo de la Internet para mantenerse en contacto con parientes en Venezuela.
Agregando fuerza a la rivalidad con los Cardenales, Zambrano realizó varias buenas actuaciones frente a ellos otra vez en el 2005. La primera fue el 20 de abril, enfrentando a Jeff Suppan (abridor) en San Luis. Carlos obtuvo la victoria lanzando hasta faltar solo un out, para un juego completo y conectó al bate en este el primer triple de su carrera. El regreso a San Luis nuevamente en julio 22 para encararse al As de los Cardenales Chris Carpenter. Zambrano repitió otra excelente actuación, abanicando a 12 y cediendo solo tres hits sobre nueve innings completos. San Luis alcanzó la victoria en extra innings, mediante un squeeze play de David Eckstein. Los Cardenales realizaron un viaje a Chicago el 12 de agosto, iniciando Jason Marquis por ellos, contra "El Toro" por los Cubs. Otra vez Zambrano logró la victoria, esta vez lanzando seis entradas en blanco antes de su salida con opresión en su espalda Un inició final en contra de sus rivales fue completado el 18 de septiembre en una revancha con Carpenter, con resultados similares cuando Zambrano lanzó un Juego Completo, permitiendo dos carreras limpias y conquistando la victoria, su tercera de la temporada contra los Cardenales. El resultado final de los cuatro juegos lanzados por "El Toro" contra San Luis, fue el siguiente: tres victorias por ninguna derrota; cuatro carreras limpias; y un promedio de más de ocho innings por apertura.
El 7 de agosto - en justamente la cuarta ocasión, ocurrió una reunión de lanzadores con el mismo apellido desde la anterior ocurrida en el año 2000, en esta ocasión Víctor Zambrano de los New York Mets se enfrentó a Carlos Alberto Zambrano delante de 40,321 espectadores en el Shea Stadium, lanzando los New York Mets para lograr un triunfo 6-1 y una barrida de la serie en tres juegos. Ambos Zambranos entraron con 42 triunfos en su carrera, la segunda vez en la historia de las Ligas Mayores que abridores opuestos con el mismo apellido, entraron a lanzar con el mismo total de victorias, según " Elías Sports Bureau. La otra fue el 15 de junio de 1944, cuando Red Barrett de los Boston Braves y Dick Barrett de los Filadelfia Phillies se enfrentaron y cada uno tenía 19 triunfos en su carrera.
Zambrano tuvo un año excelente como bateador, con un promedio de bateo de .300 y un home run.
En cuanto a su números como lanzador, terminó la temporada en sexto lugar en la Liga Nacional en ponchados (strikeouts) (202), décimo en promedio de carreras permitidas (3.26), y tercero en porcentaje de ganados (70 %, con un registro de 14-6), séptimo en boletos por cada nueve innings (8.14), y noveno en entradas lanzadas (innings) (223 1/3).

### Temporada 2006

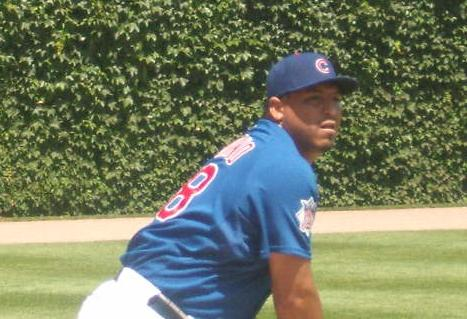
Zambrano durante su sesión de calentamiento previa a su apertura en un juego

Para la segunda temporada consecutiva, "El Toro" fue el abridor del día inaugural para los Cubs, y con resultados similares a los del año anterior. Zambrano estuvo descontrolado, otorgando cinco boletos, y cinco carreras limpias sin pasar del quinto inning. Los Cubs respondieron con una fuerte ofensiva, anotando 16 carreras en una victoria para ellos.
Después de un pobre juego de apertura, los Cubs no le dieron mucho apoyo ofensivo a Zambrano en sus siguientes seis aperturas, proporcionándole menos de dos carreras por juego. Esto condujo a que Carlos no conquistara victoria alguna hasta el 10 de mayo, aun cuando él lanzara cuatro aperturas de calidad en sus primeros siete. El 5 de junio Zambrano hizo otro intento por lograr un Juego sin Hits (No-Hitter) contra los Astros en Houston. "El Toro" tenía un juego perfecto llegando a tener un out en la octava entrada antes de que Preston Wilson le conectara un sencillo.

"Yo cometí un error hoy y pagué por ello. Esto me costó el no-no (la no decisión en el encuentro)".

En adición de una excelente actuación de pitcheo, Zambrano bateó un home run de tres carreras en el segundo inning, su primero de la temporada.
Zambrano asistió a su segundo Juego de Estrellas durante la temporada del 2006. Él fue designado para lanzar dos entradas en el encuentro, sin embargo, tuvo que permanecer sentado fuera del Juego después de sufrir una herida leve, cuando él fue golpeado por casualidad por el Entrenador de tercera base de los White Sox Joey Cora con su bate fungo durante los calentamientos previos al juego. Zambrano alcanzó su punto máximo de la temporada durante el mes de julio, fijando un registro perfecto de 6-0 para el periodo (y su novena victoria seguida); la primera vez que un pitcher de los Cubs había registrado tantas victorias desde el 1979, cuando Rick Reuschel registró siete en un mes. Él (Reuschel) también era una estrella al plato (al bate), conectando dos home runs durante los seis primeros juegos. Incluida en el mes estuvo una actuación de dos hits, diez ponchados (strikeout), ocho innings, y 123 lanzamiento contra los Astros. Zambrano terminó el mes con una victoria 6-3 sobre su archirrival Cardenales, donde él superó a Chris Carpenter. “Yo soy uno de los chicos que piensan que tu nunca tienes que entregarte”, comentó Zambrano después de superar a Chris Carpenter para ganar su novena decisión en fila. Es de destacar, que estando los Cubs alejados fuera de la competencia por un lugar en los Playoff, Carlos a pesar de ello, continuó con una actitud positiva en sus actuaciones. Zambrano fue recompensado con su segundo premio “Pitcher del Mes en la Liga Nacional” por sus esfuerzos durante el mes de julio.
El descontrol realmente afectó la capacidad de Zambrano para lanzar juegos completos, basada esta, en el número de lanzamientos requeridos para ir lejos en las aperturas (la buena administración del número de lanzamientos por parte del pitcher). El 14 de agosto, “El Toro” blanqueó a los Astros por ocho entradas sobre solamente cuatro hits, pero a su vez otorgó siete boletos, golpeando a un bateador, y registrando un lanzamiento salvaje (wild pitch). Él también necesitó de 121 lanzamientos para alcanzar los ocho innings, y fue substituido por el cerrador Ryan Dempster en el noveno episodio para terminar el juego.
En su inició número 30 de la temporada el 4 de septiembre, Zambrano sufrió un revés abandonando el juego a principios del segundo inning con rigidez en la espalda baja, pero un MRI realizado (a “El Toro”) no indicó ningún daño significativo en los discos. Carlos permitió cuatro hits y cuatro boletos antes de su pronta salida, en la más corta apertura en su carrera en las Grandes Ligas.
Zambrano evitó un viaje a la lista de lesionados, pero perdió sus dos siguientes aperturas, lanzando de nuevo el 17 de septiembre contra los Cincinnati Reds. Los fanáticos de los Cubs estuvieron aliviados al verlo lanzar siete entradas sin carreras, y así mismo, no mostrar ningún signo de la lesión de su anterior exhibición.
“El Toro” terminó la temporada del 2006 con 16-7 de registro (ganados y perdidos) con una efectividad de 3.41 (ERA) y 8.83 ponches (strikeouts) por 9 innings. Él permitió un promedio de 4.84 boletos por 9 innings, el peor de las Ligas Mayores". A pesar de la en general miserable temporada de los Cubs, terminando estos con el peor registro en la Liga Nacional, el 2006 fue un año de gran transformación para Zambrano, ya que él prosperó, aún bajo la presión de asumir el puesto número uno en la Rotación de los Cubs cuando los antiguos ases aparentes, Mark Prior y Kerry Wood, estuvieron en la lista de lesionados por la mayor parte de la temporada.

### Temporada 2007
Basado en su permanencia en la MLB, Zambrano era eligible para el arbitraje al final de la temporada del 2007. Al principio, Zambrano había indicado que necesitaba tener un nuevo contrato firmado antes del comienzo de la temporada, pero parece que un trato estaba casi cerrado, entonces su agente amplió la fecha límite para entrar en la temporada. El contrato estaba cerca de ser firmado, pero entonces la venta del equipo fue anunciada, y todas las conversaciones fueron puestas en espera. Zambrano en última instancia firmó un acuerdo de cinco años, por $ 91.5 millones (de dólares) el 17 de agosto de 2007.
Después de su última apertura de la temporada 2006 donde los Cubs cayeron a 30 juegos debajo del porcentaje de .500, Zambrano identificó la necesidad de pitcheo de calidad para ser añadido antes de la siguiente temporada. La gerencia de los Cubs añadió a Ted Lilly y Jason Marquis fuera de la temporada como parte de una cadena de inversiones por 300 millones de dólares en contrataciones (de jugadores en el mercado). Después de las adquisiciones, Zambrano especuló sobre la fortuna para la temporada del 2007, declarando que él iba a ganar el Premio Cy Young y los Cubs podrían ganar la Serie Mundial.
El comienzo de temporada para Zambrano y los Cubs fue cualquier cosa menos lo antes profetizado. De las cinco primeras salidas de Carlos, sólo una fue una apertura de calidad con Zambrano registrando una efectividad (ERA) de 6.91 con 19 boletos y 7 home runs permitidos en justamente 28 1/3 de innings. Los Cubs no lo hicieron mucho mejor, logrando tan solo un registro de 10-14 en abril. Después de un juego difícil contra los Cincinnati Reds donde ellos desperdiciaron una gran ventaja temprana, el mánager de los Cubs Lou Piniella, comenzó a mostrar un poco de frustración sobre la inconsistencia que estaba siendo mostrada al inició de la temporada por "Big Z" y el equipo.
Una de las causas para que sus estadísticas fueran inferiores que en años anteriores resultaron ser las dificultades de "Big Z" en el primer episodio de los juegos. Después de ceder hasta tres carreras en el primer inning de una derrota el 10 de mayo, "El Toro" describió el desafío como relacionado con mala suerte y el control (sobre sus lanzamientos).
Zambrano hizo algunos cambios en su mecánica de lanzamiento con el entrenador de pitcheo Larry Rothschild y retornó a su desempeño estelar en Nueva York cediendo sólo una carrera y proporcionando a los Cubs ocho fuertes episodios.{ {cquote|Lo mejor que sentí fue el comando y el lanzar la pelota en cualquier lugar de la zona de strike. He estado trabajando en el bullpen con Larry. Esperamos que, esto puede ser el principio de una buena racha.
En su siguiente salida, Zambrano afrontó a su rival al otro lado de la ciudad los Chicago White Sox en el Wrigley Field. Carlos no consiguió mucho apoyo, cuando Alfonso Soriano fildeo mal una pelota en la zona de foul en la segunda entrada, extendiendo el inning por un out, lo cual costó dos carreras, y Neal Cotts en el bullpen permitió un home run con tres en bases (Grand Slam) en la séptima entrada con dos outs, que le cargaron de nuevo tres carreras más a "Big Z". Las estadísticas oficiales lucen pobres ya que él fue cargado con siete carreras limpias, a pesar de su salida no ser tan pobre como la anotación (box score) del encuentro registrara.

### Temporada 2008
Zambrano comenzó la temporada 2008 compilando un récord de 12-4 con efectividad de 2.76 ERA hasta el 27 de julio. Mientras bateaba, tenía un promedio de .354 hasta el 14 de septiembre. Zambrano también tuvo un juego de cuatro hits contra los Piratas de Pittsburgh el 23 de mayo. El 21 de junio, los Cachorros colocaron a Zambrano en la lista de lesionados de quince días (retroactivo al 19 de junio), debido a una distensión en el hombro derecho. En su regreso de la lista de lesionados el 4 de julio, Zambrano lanzó seis entradas en blanco y registró la victoria en la victoria de los Cachorros por 2-1 sobre los Cardenales de San Luis. El 7 de julio, Zambrano fue uno de los siete jugadores de los Cachorros de Chicago anunciados como participantes del Juego de Estrellas de la MLB 2008. El 19 de julio, estableció el récord del club de jonrones de un lanzador, cuando conectó un jonrón en la séptima entrada en Houston.
El 14 de septiembre, en su primera apertura de regreso después de perderse dos aperturas debido a una tendinitis del manguito rotador, Zambrano lanzó un juego sin hits contra los Astros de Houston y ganó 5-0. El juego se trasladó a Miller Park en Milwaukee porque Houston estaba bajo el asedio del huracán Ike, lo que lo convirtió en el primer juego neutral sin hits.

### Temporada 2009
El 27 de mayo de 2009, Zambrano fue expulsado en la séptima entrada de un juego contra los Piratas de Pittsburgh luego de una discusión con el árbitro de home después de que una carrera de anotación fuera declarada segura. Zambrano luego lanzó una pelota al jardín izquierdo, arrojó su guante al dugout y golpeó repetidamente un dispensador de Gatorade recientemente instalado en el dugout con un bate de béisbol, mientras el gerente de los Cachorros intentaba calmarlo. Al día siguiente, MLB suspendió a Zambrano seis juegos sin paga y también lo multó con $ 3,000. Días después, Zambrano perdió el vuelo del equipo a Atlanta. El problema se resolvió internamente, dentro de la organización de los Cubs. Durante su siguiente apertura, saliendo de su reciente suspensión, Zambrano ponchó a siete bateadores y conectó el jonrón de la ventaja en el camino a la centésima victoria de su carrera.

### Temporada 2010
Zambrano fue nombrado titular de la jornada inaugural por sexta temporada consecutiva. No salió bien como estaba planeado, ya que permitió ocho carreras en 1.1 entradas mientras los Cachorros terminaron perdiendo 5-16. En su siguiente apertura contra los Rojos de Cincinnati, Zambrano mejoró un poco, lanzó siete entradas, permitió tres carreras limpias, seis hits y ponchó a nueve bateadores en camino a su primera victoria de la temporada. El 21 de abril de 2010, Los Cachorros trasladaron a Zambrano al bullpen. El 30 de mayo de 2010, los Cachorros decidieron trasladar a Zambrano a la rotación titular. Hizo su primera apertura el 4 de junio contra los Astros. En sus primeras cuatro aperturas después de regresar a la rotación, Zambrano tuvo foja de 2-2 con efectividad de 3.09 ERA.
El 25 de junio de 2010, contra los Medias Blancas de Chicago, Zambrano permitió cuatro carreras en la primera entrada. Luego procedió a montar una furiosa diatriba en el dugout de los Cachorros. Parecía estar gritándole a uno de sus compañeros hasta que el cuerpo técnico detuvo a Zambrano. El técnico de los Cachorros decidió no dejar que Zambrano lanzara por el resto del juego. El día, los Cachorros anunciaron que Zambrano sería suspendido indefinidamente por sus acciones recientes en el juego anterior. Además, los Cachorros anunciaron que a Zambrano no se le permitiría regresar al equipo hasta que completara la terapia de manejo de la ira. Zambrano finalmente regresó y lanzó bien, sin permitir más de dos carreras en ninguna apertura desde su regreso del bullpen el 9 de agosto. Durante ese tiempo, permitió solo once carreras en total (nueve limpias) en cincuenta entradas y redujo su correr promedio a 3.75. Zambrano terminó su temporada 2010 con 11–6 con efectividad de 3.33 ERA. Tuvo marca de 11-5 con efectividad de 3.19 ERA en 20 aperturas y lanzó 113 entradas en esas aperturas. Tuvo marca de 0-1 con una efectividad de 4.32 ERA en 16 apariciones en el bullpen que abarcan dieciséis y dos tercios de entradas. Durante toda la temporada, Zambrano permitió solo siete jonrones.

### Temporada 2011
En un juego contra los Bravos de Atlanta el 12 de agosto de 2011, Zambrano permitió cinco jonrones. Lanzó dos lanzamientos al interior de Chipper Jones y fue expulsado. Esta resultaría ser su última aparición con los Cubs. Poco después de su expulsión, Zambrano limpió su casillero en la casa club del equipo visitante y le dijo al personal del equipo que se retiraba del béisbol. Al día siguiente, los Cachorros suspendieron a Zambrano por treinta días sin paga. Un mes después, los Cachorros anunciaron que Zambrano no participaría por el resto de la temporada. Mientras permanecía en la lista restringida del equipo, Zambrano terminó con un récord de 9-7 y una efectividad de 4.82 ERA.

### Caribes de Anzoategui (2011-2012)
Debutó contra Navegantes del Magallanes, Zambrano, quien no lanzaba en Venezuela desde hace nueve años, trabajó dos 
entradas y dos tercios, en las que enfrentó a 11 bateadores, permitió cuatro hits y dos carreras, dio dos bases por 
bolas y ponchó a tres hombres. No tuvo decisión en el juego pese a que cuando salió, lo hizo en desventaja.
Esta fue la primera actuación profesional de Zambrano desde el 12 de agosto, cuando lanzó con los Cachorros, en Atlanta, frente a los Bravos. Tras esa presentación, el venezolano fue suspendido por la novena de Chicago, luego de que éste abandonara al equipo y dijera que se retiraría.

### Navegantes del Magallanes (2012)
El 18 de noviembre de 2012, Zambrano fue canjeado por los Caribes de Anzoategui por dos jugadores a los Navegantes del Magallanes. Zambrano se coronó campeón en Venezuela con el Magallanes en par de oportunidades (2013 y 2014).

## Ingresos en su Carrera
Hasta la temporada del 2008
| Year         | League          | Team         | Salary ($) |
| ------------ | --------------- | ------------ | ---------- |
| 2008         | National League | Chicago Cubs | 16,000,000 |
| 2007         | National League | Chicago Cubs | 12,400,000 |
| 2006         | National League | Chicago Cubs | 6,500,000  |
| 2005         | National League | Chicago Cubs | 3,760,000  |
| 2004         | National League | Chicago Cubs | 450,000    |
| 2003         | National League | Chicago Cubs | 340,000    |
| Career Total | Career Total    | Career Total | 39,450,000 |

## Estadísticas en su Carrera

### Estadísticas en las Ligas Menores
Source.
| Year   | Team           | League (Level)       | W  | L  | ERA  | G   | GS | IP    | H   | K   | BB  | WHIP | K/9  |
| ------ | -------------- | -------------------- | -- | -- | ---- | --- | -- | ----- | --- | --- | --- | ---- | ---- |
| 1998   | Arizona Cubs   | Arizona (Rookie)     | 0  | 1  | 3.15 | 14  | 2  | 40    | 36  | 36  | 25  | 1.6  | 8.1  |
| 1999   | Lansing        | Midwest League (A)   | 13 | 2  | 4.17 | 27  | 24 | 153.1 | 150 | 98  | 62  | 1.38 | 5.7  |
| 2000   | West Tennessee | Southern League (AA) | 3  | 1  | 1.34 | 9   | 9  | 60.1  | 39  | 43  | 21  | 0.99 | 6.4  |
| 2000   | Iowa Cubs      | Pacific Coast AAA    | 2  | 5  | 3.97 | 34  | 0  | 56.2  | 54  | 46  | 40  | 1.66 | 7.3  |
| 2001   | Iowa Cubs      | Pacific Coast AAA    | 10 | 5  | 3.88 | 26  | 25 | 150.2 | 124 | 155 | 68  | 1.27 | 9.3  |
| 2002   | Iowa Cubs      | Pacific Coast AAA    | 0  | 0  | 0.00 | 3   | 3  | 9     | 2   | 11  | 6   | 0.89 | 11   |
| Totals |                |                      | 28 | 14 | 2.75 | 113 | 63 | 468.6 | 405 | 389 | 222 | 1.29 | 7.97 |

### Estadísticas en las Ligas Mayores
current as of December 31, 2009.
| Season | W   | L  | ERA   | G   | GS  | IP     | H    | K    | BB  | WHIP | K/9 |
| ------ | --- | -- | ----- | --- | --- | ------ | ---- | ---- | --- | ---- | --- |
| 2001   | 1   | 2  | 15.26 | 6   | 1   | 7.2    | 19   | 4    | 8   | 2.48 | 5.0 |
| 2002   | 4   | 8  | 3.66  | 32  | 16  | 108.1  | 94   | 93   | 63  | 1.45 | 7.7 |
| 2003   | 13  | 11 | 3.11  | 32  | 32  | 214.0  | 188  | 168  | 94  | 1.32 | 7.1 |
| 2004   | 16  | 8  | 2.75  | 31  | 31  | 209.2  | 174  | 188  | 81  | 1.22 | 8.1 |
| 2005   | 14  | 6  | 3.26  | 33  | 33  | 223.1  | 170  | 202  | 86  | 1.15 | 8.1 |
| 2006   | 16  | 7  | 3.41  | 33  | 33  | 214.0  | 162  | 210  | 115 | 1.29 | 8.8 |
| 2007   | 18  | 13 | 3.95  | 34  | 34  | 216.1  | 187  | 177  | 101 | 1.33 | 7.4 |
| 2008   | 14  | 6  | 3.91  | 30  | 30  | 188.2  | 172  | 130  | 72  | 1.29 | 6.2 |
| 2009   | 9   | 7  | 3.77  | 28  | 28  | 169.1  | 155  | 152  | 78  | 1.38 | 8.9 |
| Totals | 105 | 68 | 3.51  | 259 | 238 | 1551.1 | 1313 | 1324 | 698 | 1.30 | 8.5 |